# Аламанс (Северна Каролина)
Аламанс (енгл. Alamance) град је у америчкој савезној држави Северна Каролина.

## Демографија
По попису из 2010. године број становника је 951, што је 641 (206,8%) становника више него 2000. године.
| Група             | 2000.       | 2010.       |
| Белци             | 301 (97,1%) | 895 (94,1%) |
| Афроамериканци    | 4 (1,3%)    | 28 (2,9%)   |
| Азијати           | 1 (0,3%)    | 10 (1,1%)   |
| Хиспаноамериканци | 1 (0,3%)    | 12 (1,3%)   |
| Укупно            | 310         | 951         |